# Ernst Lohsing
Ernst Lohsing (eigentlich Löwy; * 30. August 1878 in Prag; † nach dem 4. August 1942 im KZ Maly Trostinez) war ein österreichischer Rechtsanwalt und Rechtswissenschaftler.

## Leben
Ernst Lohsing studierte Rechtswissenschaft an der Universität Prag und promovierte 1902 zum Doktor der Rechte. Im Anschluss arbeitete er in Wien als Rechtsanwalt. Von 1914 bis 1918 nahm er auf österreichischer Seite am Ersten Weltkrieg teil und erhielt dabei mehrere Auszeichnungen. Nach dem Krieg praktizierte er wieder als Anwalt und war von 1920 bis 1924 sowie von 1926 bis 1935 Mitglied des Disziplinarrates der Wiener Rechtsanwaltskammer. 1938 emigrierte er nach Prag und lehrte an seiner früheren Universität. 1942 wurde er in das KZ Maly Trostinec deportiert, wo er nach dem 4. August 1942 ermordet wurde.
Neben seiner praktischen Tätigkeit als Rechtsanwalt verfasste Lohsing einflussreiche Kommentare zum österreichischen Strafprozessrecht sowie zum österreichischen Anwaltsrecht, wirkte an einem Kommentar zum österreichischen Strafrecht mit und veröffentlichte zahlreiche wissenschaftliche Beiträge im Archiv für Kriminologie und anderen Zeitschriften.
Im Wiener Stadtteil Aspern ist die Lohsinggasse nach ihm benannt.